# Find Dory
Find Dory er en amerikansk animationsfilm fra 2016. Filmen er produceret af Pixar Animation Studios og udgivet af Walt Disney Pictures.

## Medvirkende
- Mette Lisby som Dory (stemme)
- Troels Lyby som Marlin (stemme)
- Hans Henrik Clemensen som Hank (stemme)
- Karoline Munksnæs som Hope (stemme)
- Vitus Magnussen som Nemo (stemme)
- Brian Lykke som Bailey (stemme)
- Jannie Faurschou som Jenny (stemme)
- Kristian Halken som Charlie (stemme)
- Freja Amalie Høj Falkenberg som Lille Dory (stemme)
- Brian Mørk som Luffe (stemme)
- Thomas Warberg som Ror (stemme)
- Niels Ellegaard som Hr. Rokke (stemme)
- Petrine Agger som Konefisk (stemme)
- Søren Malling som Stig (stemme)
- Ole Henriksen som Sig selv (stemme)
- Frederik Stadager Larsen som Carl (stemme)
- Niels Olsen som Crush (stemme)
- Annevig Schelde Ebbe som Kyllingefisk (stemme)